# Romas Kalanta

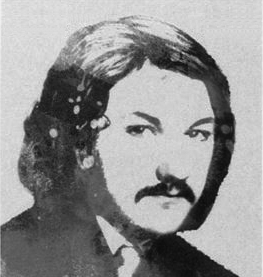
Romas Kalanta

Romas Kalanta (22.2.1953 tại Alytus – 15.5.1972 tại Kaunas) là một học sinh trung học người Litva đã tự thiêu để phản đối việc biến Litva thành một nước Cộng hòa Xã hội chủ nghĩa Xô Viết trực thuộc Liên Xô. Cái chết của Kalanta đã gây ra các cuộc náo loạn sau chiến tranh lớn nhất ở Litva và gây ra nhiều vụ tự thiêu tương tự. Chỉ riêng năm 1972, đã có thêm 13 người tự sát bằng cách tự tử.
Kalanta đã trở thành biểu tượng của cuộc kháng chiến của Litva trong suốt 2 thập niên 1970 và 1980s. Năm 2000, anh được truy tặng Huân chương Thập tự Vytis hạng nhất.

## Cuộc đời
Kalanta sinh tại Alytus. Năm 1963, anh và gia đình chuyển tới cư ngụ ở Kaunas. Cha anh gia nhập đảng Cộng sản Litva. Anh tốt nghiệp trường "Trung học cấp II Veršvų" ở Kaunas năm 1971. Anh làm công nhân trong một nhà máy sản xuất đồ chơi cho trẻ em và buổi tối anh đi học thêm. Anh là người sùng đạo; trong một bài luận văn, anh tỏ ý muốn sau này trở thành một linh mục Công giáo, điều này đã khiến anh gặp nhiều khó khăn với nhà cầm quyền. Kalanta chơi đàn guitar, chơi thể thao, để tóc dài và có thiện cảm với những người hippie. Những thiện cảm này đã bị nhà chức trách Liên Xô khai thác, làm cho Kalanta mất tín nhiệm nơi những người nhiều tuổi hơn.

## Tự thiêu
Trưa ngày 14.5.1972, Kalanta tự tưới 3 lít dầu lên người rồi châm lửa tự thiêu ở quảng trường kế cận Laisvės Alėja (đại lộ Tự do), phía trước Kauno muzikinis teatras (nhà hát nhạc kịch Kaunas), nơi mà năm 1940 Liaudies Seimas (cơ quan lập pháp bù nhìn Litava thời đó) đã tuyên bố thành lập Cộng hòa Xã hội chủ nghĩa Xô Viết Litva và thỉnh nguyện Liên Xô thâu nhận Litva làm một nước trong Các nước Cộng hòa của Liên bang Xô viết.
Anh chết khoảng 14 giờ sau ở bệnh viện. Trước khi tự thiêu, Kalanta để lại quyển sổ tay của mình với lời ghi ngắn trên một ghế dài ở quảng trường. Nội dung của lời ghi này mãi sau khi Litva tuyên bố độc lập năm 1990 mới được biết đến do mở hồ sơ lưu trữ mật của KGB. Lời ghi như sau: "Dėl mano mirties kaltinkite tik santvarką" (cái chết của tôi chỉ do lỗi của chế độ). Không tìm thấy lời ghi nào khác để giải thích cách chi tiết hơn về nguyên nhân nào đã khiến anh tự sát.
Sau khi anh chết, có các tin đồn loan truyền là một số bạn học của anh đã lập ra nhóm yêu nước, và họ tổ chức xổ số để quyết định xem ai là người có nhiệm vụ tự thiêu. Cơ quan tuyên truyền Liên Xô cho rằng Kalanta tự thiêu vì mắc bệnh tâm thần.

## Những cuộc náo động và hậu quả
Chính phủ Liên Xô cố gắng che đậy sự kiện tự thiêu của Kalanta, nhưng các người chứng kiến tận mắt đã loan truyền rộng rãi tin này bằng lời truyền miệng. Ngày 18.5.1972, chính quyền Liên Xô vội vã chôn cất Kalanta trong vài giờ để ngăn chặn việc công khai tin tức. Các người tụ tập, phần lớn là học sinh trung học và công nhân trẻ, đã biến thành một cuộc bạo động bị cáo buộc có tính chính trị và bị KGB, dân quân và Внутренние войска (lực lượng bán quân sự thuộc Bộ Nội vụ) dùng vũ lực giải tán. Ngày hôm sau, khoảng 3.000 người đã biểu tình tuần hành dọc theo Laisvės Alėja (đại lộ Tự do), trong đó 402 người đã bị bắt. Báo "The New York Times" tường thuật có nhiều người bị thương và 1 người lính Liên Xô bị chết.
Trong số những người bị bắt thì hơn một nửa là những thanh niên dưới 20 tuổi và khoảng 1/4 thuộc đoàn thanh niên Komsomol. Để tránh vụ việc trở thành chính trị hóa hơn nữa, những người bị bắt giữ bị buộc tội côn đồ gây rối. 50 người bị cáo buộc tội dân sự, trong khi 10 người khác bị buộc tội hình sự. Cuối cùng, 8 người đã bị kết án từ 1 tới 2 năm tù. Các cuộc biểu tình cũng lan rộng tới các thành phố khác và có 108 người đã bị bắt giữ.
Sự phiến động của quần chúng đã xảy ra trong suốt năm 1972 và 1973 như KGB đã ghi nhận thêm 3–4 vụ chống Liên Xô khác nhau. Năm 1972, Litva có thêm 13 vụ tự thiêu khác, trong đó có vụ V. Stonys 24 tuổi tự thiêu ở Varėna ngày 29.5.1972, A. Andriuškevičius 60 tuổi tự thiêu ở Kaunas ngày 3.6.1972, Zališauskas 62 tuổi tự thiêu ngày 10.6.1972, Juozapas Baracevičius tuổi tự thiêu ở Šiauliai ngày 22.6.1972.